# Чо Ён Хён
Чо Ён Хён (кор. 조용형?, 趙容亨?; 3 ноября 1983, Инчхон, Южная Корея) — южнокорейский футболист, игравший на позиции центрального защитника. Выступал за сборную Республики Корея. Бронзовый призёр Кубка Азии 2011 года.

## Биография

### Клубная карьера
Свою профессиональную карьеру Чо Ён Хён начал в клубе «Пучхон», который в дальнейшем был преобразован в «Чеджу Юнайтед». В «Чеджу Юнайтед» Чо провёл большую часть своей карьеры, проведя так же один сезон в «Соннам Ильхва Чхонма». В год своего профессионального дебюта Чо был включён в символическую сборную Кей-лиги.

### Карьера в сборной
В национальной сборной Чо Ён Хён дебютировал 30 января 2008 года в матче со сборной Чили, на сегодняшний день Чо провёл в составе сборной 37 матчей. В составе сборной Южной Кореи Чо участвовал в чемпионате мира 2010.

## Достижения
- В символической сборной Кей-лиги: 2005
- Лучший защитник Чемпионата Восточной Азии: 2010